# Zdzisław Janik
Zdzisław Janik (Krakau, 11 november 1964) is een voormalig profvoetballer uit Polen. Hij sloot zijn carrière in 2006 af bij Błękitni Modlnica. Hij speelde als middenvelder voor onder meer Wisła Kraków, KV Oostende, Beerschot VAC en GKS Bełchatów.

## Interlandcarrière
Janik kwam in totaal drie keer (één doelpunt) uit voor de nationale ploeg van Polen. Hij maakte zijn debuut op 3 december 1991 in de vriendschappelijke uitwedstrijd tegen Egypte (4-0), net als doelman Adam Matysek, Jacek Bobrowicz, Krzysztof Maciejewski, Jerzy Podbrożny en Ryszard Czerwiec. Janik moest in dat duel na 81 minuten plaatsmaken voor Czerwiec. Zijn eerste en enige interlandtreffer maakte hij zes dagen later, op 9 december, in de vriendschappelijke uitwedstrijd tegen Koeweit (0-2), toen hij in de tweede minuut de score opende. Marek Rzepka bepaalde de eindstand na rust op 2-0 in het voordeel van Polen.